# Jan Nevens
Jan Nevens (Ninove, 26 augustus 1958) is een voormalig Belgisch wielrenner.

## Belangrijkste overwinningen
1980
- Flèche Ardennaise

1986
- 6e etappe Ronde van Romandië

1988
- Eindklassement Ronde van de Middellandse Zee

1991
- 4e etappe Ronde van Zwitserland
- 2e etappe Ronde van Trentino

1992
- 8e etappe Tour de France

## Resultaten in voornaamste wedstrijden
| Jaar | Ronde van Italië | Ronde van Frankrijk | Ronde van Spanje |
| ---- | ---------------- | ------------------- | ---------------- |
| 1981 |                  | opgave              |                  |
| 1982 |                  |                     |                  |
| 1983 | opgave           |                     |                  |
| 1984 |                  |                     |                  |
| 1985 |                  |                     |                  |
| 1986 |                  | 51e                 |                  |
| 1987 |                  | opgave              |                  |
| 1988 |                  | 61e                 |                  |
| 1989 |                  | opgave              | 78e              |
| 1991 |                  | opgave              |                  |
| 1992 |                  | 51e (1)             |                  |
| 1993 |                  | buiten tijd         |                  |

| Jaar | Gent-Wevelgem | Amstel Gold Race | Luik-Bast.‑Luik | Waalse Pijl | Parijs-Tours | Brabantse Pijl |  | WK op de weg |  | Wereldranglijsten |
| ---- | ------------- | ---------------- | --------------- | ----------- | ------------ | -------------- |  | ------------ |  | ----------------- |
| 1981 |               | 24e              |                 | 51e         |              |                |  |              |  |                   |
| 1982 |               |                  |                 |             | 58e          |                |  |              |  |                   |
| 1983 |               |                  | 49e             |             |              |                |  |              |  |                   |
| 1984 |               |                  | 23e             |             |              |                |  |              |  |                   |
| 1985 |               |                  | 80e             | 26e         |              |                |  |              |  |                   |
| 1986 |               |                  | 19e             | 21e         |              |                |  |              |  |                   |
| 1987 | 108e          | 34e              |                 |             | 16e          |                |  | 33e          |  |                   |
| 1988 |               |                  |                 | 10e         |              | 8e             |  | 21e          |  | 59e (UWB)         |
| 1989 |               |                  |                 |             |              |                |  |              |  |                   |
| 1991 |               |                  |                 |             |              |                |  |              |  |                   |
| 1992 |               |                  |                 |             |              |                |  |              |  |                   |
| 1993 |               |                  | 4e              | 19e         |              | 6e             |  |              |  |                   |